# Metamorfoze
Metamorfoze su sastavljene od 250 mitoloških priča pisanih heksametrom, raspoređenih u 15 knjiga. Posebnost priča je u tome što svaka priča sadrži neku preobrazbu. Autor Metamorfoza je Publije Ovidije Nazon.
Ovidije je teme preuzeo iz grčke i rimske mitologije. Likovi su psihološko ocrtani, a u opisima u pričama se često spominju boje, kako bi se pojačao doživljaj, te su česte i promjene okruženja. Metamorfoze pripadaju Ovidijevom Drugom razdoblju stvaralaštva.